# 駒越 (弘前市)
駒越（こまごし）は、青森県弘前市の大字で、旧中津軽郡岩木町の大字。郵便番号は036-1322。

## 地理
岩木川沿い西側に位置し、町域の北部を青森県道3号弘前岳鰺ケ沢線、南部を青森県道129号関ケ平五代線（弘前西バイパス）が東西に横断する。北部は藤代、東部は駒越町・樋の口町、南部から西部にかけて真土、西部は一町田、西北部は熊嶋に接する。

### 小字
小字として高田・平田・村元がある

## 歴史
北部に岩木橋が架かる以前は、百沢街道の渡船場が置かれた。岩木橋が架かってからも特別な発展は見られなかった。また、当地の南部と樋の口町を結ぶ岩木茜橋が2002年に開通したことにより、交通渋滞が解消された。開通する以前は、当地の北部と駒越町を結ぶ岩木橋しか存在しなかったことから、交通渋滞が深刻だった。

### 沿革
- 1889年（明治22年） - 駒越村から岩木村の大字になる。
- 1891年（明治24年） - 当地の規模は人口784、戸数93、厩35、学校1、水車1（徴発物件一覧）。
- 1956年（昭和31年） - 一部が弘前市へ編入。
- 1957年（昭和32年） - 一部が南袋町・樋の口町・河原町になる。
- 1961年（昭和36年） - 岩木町大字駒越になる。
- 2006年（平成18年） - 弘前市への合併とともに弘前市の大字になる。

## 世帯数と人口
2023年（令和5年）7月1日現在の世帯数と人口は以下の通りである。
| 大字             | 世帯数  | 人口  |
| ---------------- | ------- | ----- |
| 駒越（小字全域） | 268世帯 | 577人 |

## 施設

### 教育
- 青森県立弘前第一養護学校高等部（旧・青森県立岩木高等学校）

### 福祉
- デイサービスセンター桜美園岩木
- 老人ホーム桜美園岩木
- NPO法人児童デイサービスきらり

### 消防
- 弘前市消防団第4方面団岩木南地区団駒越分団屯所

### 商業
- 小山内冷菓店
- 田村製菓

### 神社
- 愛宕神社

### 公共
- 駒越会館

## 小・中学校の学区
市立小・中学校に通う場合、学区は以下の通りとなる。
| 大字 | 番地 | 小学校             | 中学校             |
| ---- | ---- | ------------------ | ------------------ |
| 駒越 | 全域 | 弘前市立岩木小学校 | 弘前市立津軽中学校 |

## 交通
- 弘南バス
  - 向駒越（弘前駅 - 城西大橋・工業高校経由 - 藤代営業所線 、他）停留所。
  - 岩木高校前（弘前 - 弥生線、他）停留所。
  - 近名（弘前駅 - 真土経由 - 賀田線）停留所。